# محمد جمعه (بازیکن فوتبال، زاده ۱۹۹۷)
محمد جمعة البلوشي (انگلیسی: Mohammed Jumaa Al-Bloushi؛ زادهٔ ۲۸ ژانویهٔ ۱۹۹۷) بازیکن فوتبال اهل امارات متحده عربی است.
محمد جمعه عید البلوشي از بلوچ های اهل امارات است.